# 과학박물관 (런던)

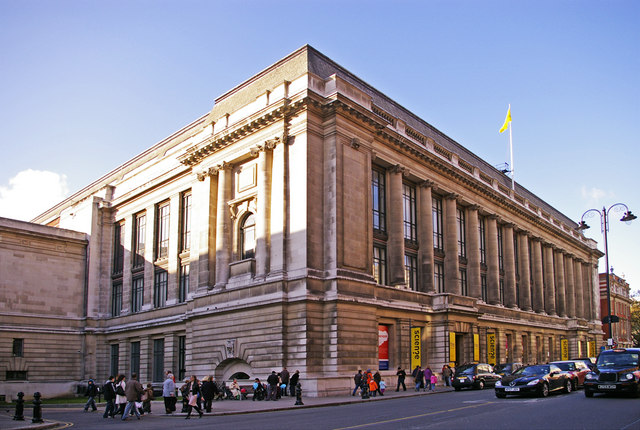
과학박물관

과학박물관(영어: Science Museum)은 영국 런던에 있는 박물관이다. 빅토리아 앨버트 박물관 옆에 있다.